# 九龍巴士24線
九龍巴士24線是香港一條九龍市區巴士路線，以循環線模式運作，來往九龍灣啟業邨及旺角，途經啟德、新蒲崗、九龍城、馬頭圍及旺角，並以太子道西「太子站」分站為「旺角」循環點。

## 歷史
1982年至84年，貼鄰觀塘道以西的九龍灣填海區上，多個臨時房屋區及首個公共屋邨啟業邨正式落成，而屬於居者有其屋項目的啟泰苑亦由1983年起陸續入伙，為減輕駛經觀塘道的巴士路線負荷，本線遂由該年起開辦，當時稱為24K線，方便居民到達旺角後，轉乘火車、地鐵或巴士來往各區。
客量隨著人口增長而不斷上升，加上區內另一個由私人發展商參與建造、較為大型的居者有其屋項目麗晶花園於隨後分階段入伙，本線提升為每天全日服務，以應付乘客需求。另外，從1987年起正式繞經該屋苑，更能方便乘客使用。本線駛經分隔九龍灣填海區住宅和工、商業部份的啟祥道，亦為客量增長動力，但因大老山隧道通車而於1991至1994年間流失部分轉乘東鐵線往新界東的乘客。
1990年代後期，到達其客量上限，但臨時房屋區清拆和工業轉型成為其發展限制，更主要的原因，在於期內一條往返麗晶花園及大角咀的專線小巴46路線開辦，由於小巴同樣途經旺角，靈活度高且收費在乘客所能接受範圍，大部份原來使用本線以及駛經觀塘道的巴士路線的乘客轉投小巴，而往新界東的乘客則轉往駛經大老山隧道的巴士路線，本線客量不僅未能維持，更隨即大幅下滑。經過逾十年的艱難時期，不論客量、班次和用車的載客量仍未能回復當年。
位於啟德機場舊址的啟德發展區於2007年正式啟動發展，早於《2012-2013年度觀塘區巴士路線發展計劃》，九巴已建議本路線在啟德發展區首期公屋入伙後，安排本路線繞經該處，方便新遷入的居民出入。及至該區首2個公共屋邨啟晴邨及德朗邨於2013年7月起落成入伙，該項改動終於在2013年7月31日起實施。此路線成為首批服務啟德發展區的巴士路線之一，改動後需求大幅提升，沿途各站皆有大批乘客等候，日間大部份使用單層巴士行走的班次皆會出現滿座的情況。有見及此，由2014年5月24日起，全線改派雙層巴士行走。2015年3月10日起，由於往太子道東往協調道的行車天橋不再受禁令所影響，全線因而改派12米雙層巴士行走，以增加載客量及應付啟德地區人口增長。

### 年表
- 1983年4月6日：本線開辦，來往啟業及旺角火車站，原稱24K線，以循環線模式運作，祇於平日繁忙時間提供服務。
- 1984年1月16日：來回程不再途經德福花園。
- 1985年7月22日：提升至每天全日服務。
- 1985年9月28日：繞經聯運街，方便乘客來往旺角火車站。
- 1987年11月16日：來回程繞經麗晶花園。
- 1990年3月18日：九巴調整車費，全程收費由$1.5增至$1.7，加幅逾13%。
- 1991年3月31日：九巴調整車費，全程收費增至$1.9，加幅逾11%。
- 1993年4月5日：九巴調整車費，全程收費增至$2.1，加幅逾10.5%。
- 1994年4月1日：九巴調整車費，加幅普遍超過一成，本線全程收費增至$2.5，加幅逾19%。
- 1995年4月2日：九巴調整車費，全程收費增至$2.7，加幅達8%。
- 1996年4月4日：九巴調整車費，全程收費增至$2.8，加幅逾3.7%。
- 1996年5月16日：增派空調巴士行走，空調全程收費為$4，非空調收費維持不變。
- 1997年10月5日：更改路線編號為24，起訖名稱改為啟業至旺角，運作模式不變（當時以亞皆老街東行先達廣場門外的「旺角鐵路站」分站作為「旺角」循環點）。
- 1997年12月1日：九巴調整車費，全程收費增至$3（非空調）／$4.3（空調），加幅逾7%。
- 1998年7月18日：取消繞經聯運街，以節省行車時間。
- 2008年6月8日：九巴調整車費，全程收費增至$3.2（非空調）／$4.4（空調），加幅分別逾6.6%及2.3%。
- 2011年5月15日：九巴調整車費，全程收費增至$3.3（非空調）／$4.6（空調）。
- 2011年9月26日：提升至全空調巴士服務[2]。
- 2012年5月24日：本線在抵達洗衣街後，改為繼續直駛，然後左轉亞皆老街返回原有路線，不再途經旺角道及西洋菜南街，新設「洗衣街水務署」分站，同時取消亞皆老街東行先達廣場門外的「旺角鐵路站」分站，並改以洗衣街「洗衣街水務署」分站作為「旺角」新循環點。[3]。
- 2013年3月17日：九巴調整車費，全程收費增至$4.9。
- 2013年7月31日：實施《2012-2013年度觀塘區巴士路線發展計劃》建議的改動[1]，改經啟晴邨及德朗邨一帶，不再途經啟祥道、偉業街天橋、觀塘道及近彩虹一段太子道東，並調整班次至全日20分鐘一班，以配合啟德發展區公屋（啟晴邨及德朗邨）落成入伙[4]：
  - 往旺角方向改經啟華街、啟成街、承啟道、啟東道、協調道及支路，後返回太子道東原有路線；
  - 往啟業方向改經協調道天橋、啟東道、承啟道、沐虹街、沐翠街及未命名道路，然後返回宏光道原有路線。
- 2014年7月6日：九巴調整車費，全程收費增至$5.1。
- 2015年3月21日：增設到站時間預報。[5]
- 2017年9月24日：為配合協調道天橋改為只往彩虹邨方向，往啟業方向改為經景泰街、啟新道、隊道、協調道（繞經+調頭），然後返回協調道原有路線，並增設協調道工業貿易大樓分站。
- 2017年11月19日：為配合協調道西行支路重新開放，往旺角方向於協調道西行改回復經上述支路返回太子道東西行原有路線，位於協調道西行的譽．港灣分站取消，改回停靠太子道東西行的同名分站。
- 2019年9月9日：星期一至五上午及下午繁忙時間各增設一班繞經九龍灣商貿區之特別班次，並延長服務時間[6][7]。
- 2022年4月2日：本線實施以下改動:
  - 往旺角方向駛至太子道西西行後，改經彌敦道、旺角道、西洋菜南街返回亞皆老街及原有路線往啟業，增停太子道西「太子站」及西洋菜南街「西洋菜南街」站，不再停靠位於洗衣街之「伊利沙伯中學」及「洗衣街水務署」站
  - 修改繞經九龍灣商貿區的特別班次安排，07:39班次只於往啟業方向繞經，18:10班次則只於往旺角方向途經。
- 2023年4月24日：往旺角方向增設承啟道「德朗邨停車場」巴士站；早上繞經九龍灣商貿區特別班次則來回方向均增設[8]。
- 2023年5月20日：來回方向增設協調道「東九龍總區警察總部」巴士站。[9]。

## 服務時間及班次
| 啟業開               | 啟業開       | 啟業開       |
| 日期                 | 服務時間     | 班次（分鐘） |
| -------------------- | ------------ | ------------ |
| 星期一至五           | 05:45-06:45  | 25           |
| 星期一至五           | 07:05、07:25 |              |
| 星期一至五           | 08:05-15:35  | 30           |
| 星期一至五           | 15:35-17:15  | 25           |
| 星期一至五           | 17:35、17:55 |              |
| 星期一至五           | 18:35-19:25  | 25           |
| 星期一至五           | 19:25-23:55  | 30           |
| 星期六、日及公眾假期 | 05:45-15:15  | 30           |
| 星期六、日及公眾假期 | 15:15-16:55  | 25           |
| 星期六、日及公眾假期 | 16:55-23:55  | 30           |

特別班次，經九龍灣商貿區
- 星期一至五：07:45（僅限往啟業方向途經九龍灣商貿區）、18:15（僅限往旺角方向途經九龍灣商貿區）

星期六、日及公眾假期不設服務

## 收費
全程：$5.6
| - 本線設有12歲以下小童及65歲或以上長者半價優惠。 - 65歲或以上香港居民使用「樂悠咭」，以及12歲以下合資格殘疾兒童使用「殘疾人士身份」個人八達通繳付車資，均可享有每程$2.0或半價（以較低者為準）的票價優惠；12至64歲合資格殘疾人士使用「殘疾人士身份」個人八達通（包括「樂悠咭」），以及60至64歲香港居民使用「樂悠咭」繳付車資，均可享有每程$2.0或全費（以較低者為準）的票價優惠。 - 65歲或以上長者如使用長者或一般個人八達通繳付車資，則只可享有半價優惠；12至64歲合資格殘疾人士如不使用「殘疾人士身份」個人八達通，以及60至64歲人士如不使用「樂悠咭」繳付車資，必須繳付全費。 - 乘客可以現金或八達通於上車時付款，不設找續。 - 每位成人乘客可免費攜帶最多兩名4歲以下而不佔座位的兒童乘客乘車，超額之4歲以下小童必須繳付小童車費乘車。 - 持有「九巴月票」之乘客在車票有效期內，每日可享最多10程任何九龍巴士及龍運巴士路線（包括本路線，以及聯營路線的九龍巴士／龍運巴士提供的班次；惟乘搭機場「A」及「NA」線則可享原價二七折優惠（不會計算每天10次合資格車程））；而B1線則每日可享最多各2程（不會計算每天10次合資格車程）。 - 九龍巴士、城巴、龍運巴士及陽光巴士全職員工及家屬（不包括外判職員）可免費乘搭本路線，惟必須拍職員或職員家屬八達通。 - 乘客亦可透過多元化電子支付系統（e度嘟）繳付車資，包括使用非接觸式VISA卡、JCB卡、萬事達卡、銀聯卡、美國運通、大來國際、Discover Card、Apple Pay、Google Pay、Samsung Pay、AlipayHK「易乘碼」、支付寶、WeChatHK／微信支付「搭車碼」、銀聯雲閃付「乘車碼」及BOC Pay「乘車碼」。乘客使用此付款方式，使用此支付方式的乘客可享有中途下車之分段收費，以及與其他九巴／龍運獨營路線或聯營線九巴／龍運班次之轉乘優惠，惟不適用於與非九巴／龍運路線之轉乘優惠，亦不能享有「公共交通費用補貼計劃」及「長者及合資格殘疾人士公共交通票價優惠計劃」。 |

### 八達通轉乘優惠
乘客於登上本線後150分鐘內以同一張八達通卡轉乘以下路線，或從以下路線登車後150分鐘內以同一張八達通卡轉乘本線，次程可獲$4.2折扣優惠：
- 24往旺角 → 2A或6D往美孚
- 2A往樂華或6D往牛頭角 → 24往啟業

## 使用車輛
現時本線使用1輛富豪B9TL 12米（AVBWU）及3輛Enviro500 MMC 12米（ATENU）
| 車隊編號 | 車牌   |
| -------- | ------ |
| AVBWU42  | RK2788 |
| ATENU340 | TA8462 |
| ATENU797 | TU3348 |
| ATENU801 | TU9982 |

## 行車路線
經：宏照道（北行）、宏光道（南行）、啟華街、啟成街、承啟道、協調道、迴旋處、支路、太子道東、太子道西、彌敦道、旺角道、西洋菜南街、亞皆老街、太子道西、太子道東、四美街、六合街、七寶街、啟新道、協調道（西行）、迴旋處、協調道（東行）、承啟道、沐虹街、沐翠街、L3路及宏照道（南行）
。
1. 07:39特別班次依常規班次原有路線至沐翠街後，經:承啟道、啟成街、啟華街、宏光道（南行）、常悅道及宏照道（北行）。
2. 18:10特別班次駛經由宏照道（北行）開出後，經:宏照道（南行）、常悅道、宏光道（北行），然後返回啟華街常規班次原有路線。

### 沿線車站
| 1      | 啟業巴士總站                     | 啟業巴士總站 |
| &      | 九龍灣運動場                     | 宏照道       |
| &      | 臨華街                           | 宏照道       |
| &      | 常悅道                           |              |
| &      | 九龍灣消防局                     | 宏光道       |
| 2*     | 麗晶花園13座                     | 宏照道       |
| 3*     | 麗晶商場                         | 宏光道       |
| 4      | 宏天廣場                         | 啟華街       |
| 5      | 德朗邨停車場                     | 承啟道       |
| 6      | 啟德（德朗邨）                   | 承啟道       |
| 7      | 沐虹街                           | 承啟道       |
| 8      | 東九龍總區警察總部               | 協調道       |
| 9      | 譽·港灣                          | 太子道東     |
| 10     | 九龍城轉車站－富豪東方酒店（B6） | 太子道西     |
| 11     | 侯王道                           | 太子道西     |
| 12     | 喇沙利道                         | 太子道西     |
| 13     | 伯爵街                           | 太子道西     |
| 14     | 勵德街                           | 太子道西     |
| 15     | 拔萃男書院                       | 太子道西     |
| 16     | 太子站                           | 太子道西     |
| 17     | 西洋菜南街                       | 西洋菜南街   |
| 18     | 嘉道理道                         | 亞皆老街     |
| 19     | 亞皆老街中電                     | 亞皆老街     |
| 20     | 九龍醫院                         | 亞皆老街     |
| 21     | 醫院管理局                       | 亞皆老街     |
| 22     | 香港眼科醫院                     | 亞皆老街     |
| 23     | 播道醫院                         | 亞皆老街     |
| 24     | 亞皆老街球場                     | 亞皆老街     |
| 25     | 九龍城轉車站－富豪東方酒店（A3） | 太子道東     |
| 26     | 譽·港灣                          | 太子道東     |
| 27     | 景泰街                           | 太子道東     |
| 啟新道 |                                  |              |
| 28     | 工業貿易大樓                     | 協調道       |
| 29     | 東九龍總區警察總部               | 協調道       |
| 30     | 啟德（啟晴邨）                   | 沐虹街       |
| 31^    | 麗晶花園8座                      | 宏照道       |
| #      | 啟德（德朗邨）                   | 承啟道       |
| #      | 德朗邨停車場                     | 承啟道       |
| #      | 宏天廣場                         | 啟華街       |
| #      | 臨華街遊樂場                     | 宏光道       |
| #      | 常悅道                           |              |
| #      | 臨華街                           | 宏照道       |
| #      | 九龍灣消防局                     | 宏照道       |
| 32     | 啟業巴士總站                     | 啟業巴士總站 |

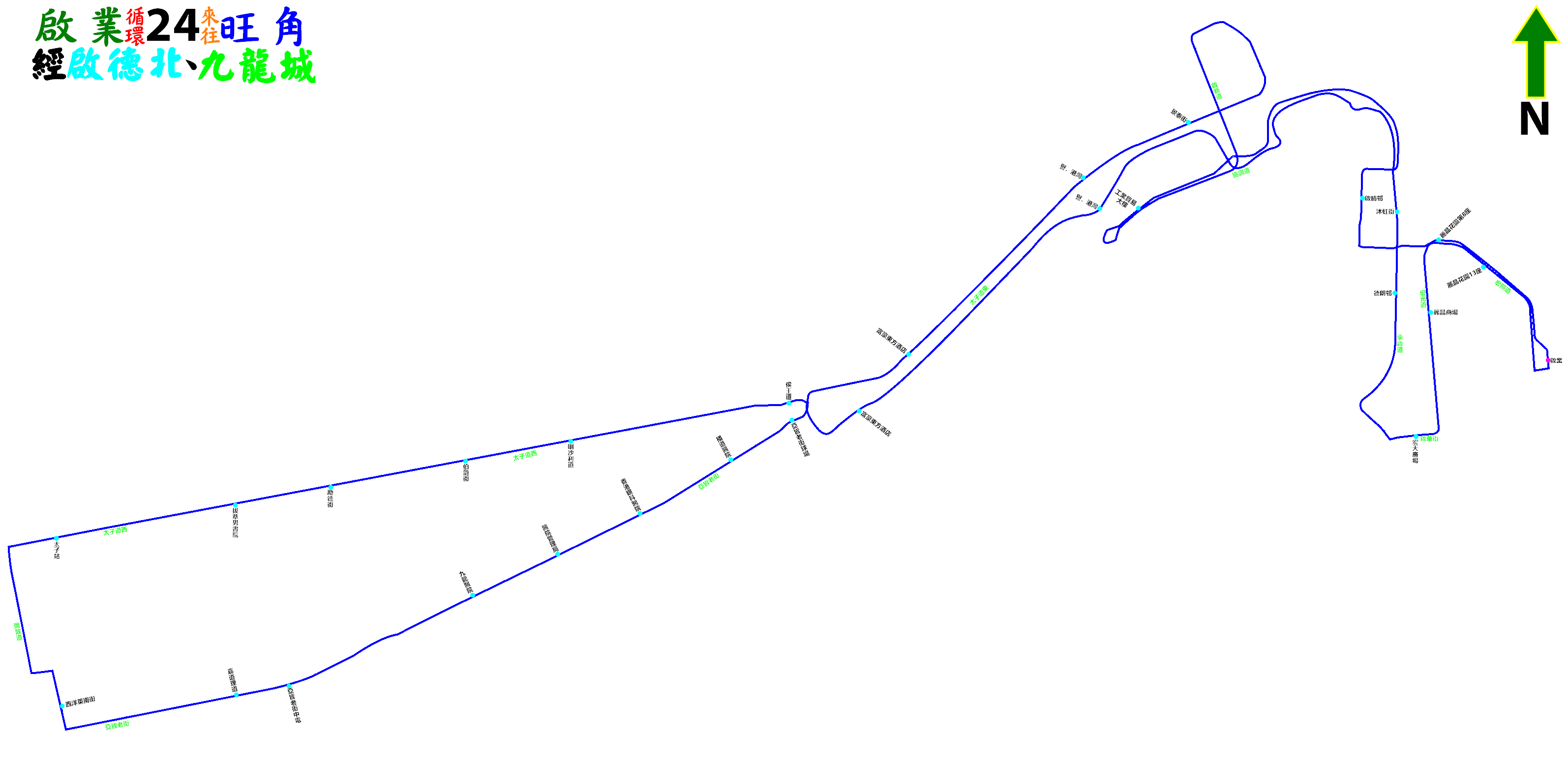
九龍巴士24線的走線圖

- 07:39特別班次額外途經#號的街道及巴士站，不經^號的巴士站；18:10特別班次額外途經&號的街道及巴士站，不經*號的巴士站

## 昔日的九巴24線
第一代24線於1961年4月6日開辦，來往流浮山及元朗。1973年7月16日，九巴重組路線編號為55線，即現時港鐵屯馬綫接駁巴士K65線。

## 相關事件
1987年2月26日約早上九時半，一輛往啟業方向的Dennis Jubilant雙層巴士（N162，車牌：CK3163），在富豪東方酒店附近失事衝上行人路，撞到兩名在巴士站等車的男子，以及一名送信件郵差，造成一死兩傷。

## 使用狀況
24線早年曾為九龍灣北部的主要巴士路線。不過，隨著連接宏照道至太子道東彩虹交匯處的行人通道啟用，附近居民遂步行至該處乘搭巴士外出；加上受到使用車海戰術的九龍專綫小巴46線及公共小巴啟業至旺角線（其後更延長至MegaBox）競爭，令此路線客量大受打擊。
 位於香港國際機場舊址的啟德發展區於2007年正式開始發展，九巴早在2012-2013年度觀塘區巴士路線發展計劃已建議在該區首期公屋入伙後，安排此路線繞經該處，方便居民出入。[29]及至該區首兩個公共屋邨──啟晴邨及德朗邨於2013年7月起落成入伙，該項改動在2013年7月31日起實施。自此24線成功吸納兩屋邨之客源，日間大部份使用單層巴士行走的班次皆會頂閘，故於翌年全線改派雙層巴士行走。
 
 根據2019-2020年度巴士路線計劃，此路線在最繁忙一小時內的載客率為61%。

## 外部連結
- 九巴24線 （页面存档备份，存于）
- 681巴士總站－九巴24線 （页面存档备份，存于）